# العريضية
العريضية قرية سوريّة تتبع إداريّاً لمحافظة حلب منطقة منبج ناحية خفسة، بلغ تعداد سكانها (249) نسمة حسب التعداد السكاني لعام 2004.